# Yamaha Venture
Yamaha Venture är en touringsnöskoter från Yamaha Motor Company som ersatte modellen XL-V ur Excel-V-serien. Beteckningen finns ännu kvar på modeller som RS-Venture och Venture Lite. Första Yamaha Venture hade TS-fjädring och motor från Yamaha Phazer.

## Historik
1991 kom första Venture med motor på 485 cm3 från Phazer.
1992-1996 fanns Venture 480 cm3 i olika modeller.
1997 kom Venture med nytt chassi och ny framvagn med så kallade "trailing-arms". Motorerna var vätskekylda 500 cm3 och 600 cm3 för den nya modellen. Kvar fanns dock den gamla fläktkylda 485 cm3 med TS-fjädring.
1998 var sista året med TS-fjädring men Venture skulle fortsätta att leva i det nya chassit.